# Байдраг-Гол
Байдраг-Гол (монг. Байдраг гол) — река на юге Монголии. Протекает по территории аймака Баянхонгор. Длина — 295 км, площадь бассейна — 28 300 км².
Река начинается на южных склонах хребта Хангай и впадает в озеро Бооне-Цагаан-Нуур на высоте 1313,4 м. Устье расположено в Долине Озёр возле северных предгорий Гобийского Алтая.
Половодье происходит летом. Вода используется для орошения близлежащих территорий.